# Octan vápenatý
Octan vápenatý (též acetát vápenatý; systematický název ethanoát vápenatý) je vápenatá sůl kyseliny octové (ethanové). Má vzorec Ca(C2H3O2)2. V bezvodé formě je silně hygroskopický, běžnější je proto ve formě monohydrátu (Ca(CH3COO)2.H2O, CAS [5743-26-0]).
Přidá-li se k nasycenému roztoku octanu vápenatého ethanol, vznikne polotuhý hořlavý gel použitelný jako palivo pro vařiče. Učitelé chemie někdy připravují "kalifornské sněhové koule", směs roztoku octanu vápenatého a ethanolu. Výsledný gel je bílý a lze ho vytvarovat tak, že vypadá jako sněhová koule.

## Historie
Vzhledem k nízké ceně se před objevem kumenového procesu používal octan vápenatý jako výchozí surovina pro syntézu acetonu.

Octan vápenatý lze připravovat namáčením vaječných skořápek v octu. Dochází přitom k reakci :CaCO3 + 2CH3COOH → 
(CH3COO)2Ca + CO2 + H2O. Protože obě reagencia byla dostupná už v dávné minulosti, mohly být již kdysi pozorovány krystaly octanu vápenatého.

## Použití
Při onemocnění ledvin může stoupat hladina fosfátů v krvi (nastává hyperfosfatémie), což vede k problémům s kostmi. Octan vápenatý váže fosfáty v potravě a snižuje tak jejich hladinu v krvi. Mezi vedlejší účinky této léčby patří žaludeční nevolnost.
Octan vápenatý se používá jako přídatná látka do potravin, jako stabilizátor, pufr a sekvestrant, hlavně v cukrovinkách. Také neutralizuje fluorid ve vodě.